# 阿莎·蓬斯爾
阿莎·蓬斯爾（Asha Bhosle，1933年9月8日—）是一位印度代唱歌手、企業家、演員和電視名人，主要活躍於印度電影界。她以多才多藝著稱，被媒體譽為印地語電影史上最偉大和最有影響力的歌手之一。她的職業生涯跨越八十多年，錄製了多種印度語言的電影和專輯歌曲，並獲得了眾多獎項，包括兩項國家電影獎、四項BFJA獎、十八項馬哈拉施特拉邦電影獎、九項Filmfare獎（包括終身成就獎）以及兩次格萊美獎提名。2000年，她獲得了印度電影界最高榮譽——達達薩赫布·帕爾克獎。2008年，她被印度政府授予第二高的平民榮譽——蓮花裝勳章。2011年，吉尼斯世界紀錄認證她為音樂史上錄製作品最多的藝術家。

## 早年生活和職業生涯
阿莎·曼格什卡爾出生於英屬印度桑格里的Goar小村莊（今馬哈拉施特拉邦），她的父親迪南納斯·曼格什卡爾（Deenanath Mangeshkar）是一位馬拉地語和孔卡尼語的演員和古典歌手。阿莎九歲時，父親去世，家庭搬到了浦那、科爾哈普爾，最終定居孟買。她和姐姐拉塔·曼格什卡爾開始在電影中演唱和演出以養家。她的第一首電影歌曲是1943年的馬拉地語電影《Majha Bal》中的《Chala Chala Nav Bala》，由Datta Davjekar作曲。她的印地語電影首秀是在1948年為Hansraj Behl的《Chunariya》演唱的《Saawan Aaya》。

## 職業生涯

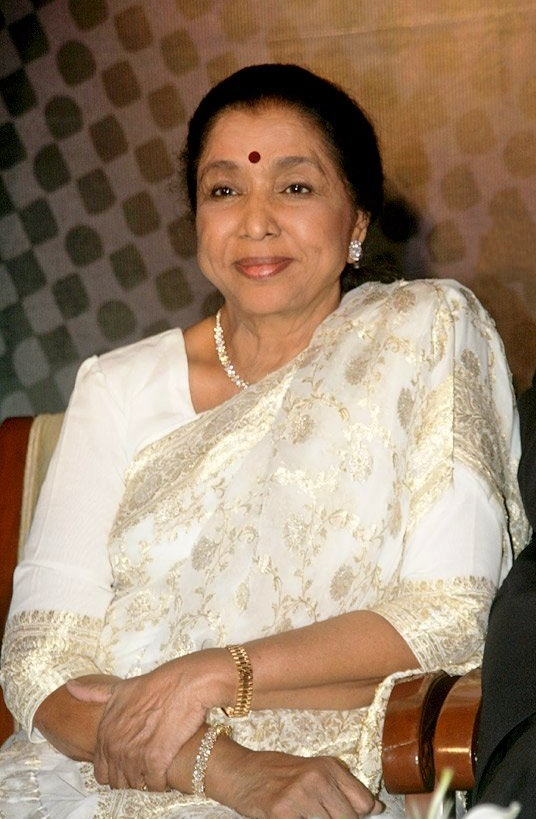
2008年的阿莎

在1960年代初期，阿莎在女主角的演唱中並不佔主導地位，她通常接手其他女歌手拒絕的角色，為反派或低預算電影中的角色演唱。然而，她憑藉在B.R. Chopra的《新時代》（Naya Daur，1957）中的出色表現獲得認可，這部電影的音樂由O. P. Nayyar作曲。隨後，她在許多電影中演唱，包括《迷途》（Gumrah，1963）、《時間》（Waqt，1965）、《心靈》（Hamraaz，1967）等。她的合作對象還包括O. P. Nayyar、Khayyam、Ravi、Sachin Dev Burman和Rahul Dev Burman等著名音樂總監。他們的合作創造了許多經典電影歌曲，如電影《烏瑪若·賈恩》（Umrao Jaan）的《心靈的東西》（Dil Cheez Kya Hai）、《在這雙眼睛的魅力中》（In Aankhon Ki Masti Ke），以及與R. D. Burman合作的電影《親愛的，現在來吧》（Piya Tu Ab To Aaja）中的《大篷車》（Caravan）和電影《吸毒者》（Dum Maro Dum）中的《哈雷羅摩哈雷克里希那》（Hare Rama Hare Krishna）。

## 非電影音樂
阿莎還錄製了許多非電影音樂專輯，包括古典音樂、流行音樂和加扎勒詩歌等。她與R.D. Burman和Gulzar合作的雙專輯《鄰居是愛》（Dil Padosi Hai）、與阿里·阿克巴爾·汗合作的《遺產》（Legacy）都廣受好評。她的Indipop專輯《親愛的，理解一下》（Janam Samjha Karo）在1997年贏得了MTV獎。

## 孟加拉語和馬拉地語生涯
阿莎在孟加拉語和馬拉地語音樂領域也取得了巨大成功。她的孟加拉語歌曲包括與Sudhin Dasgupta和Nachiketa Ghosh合作的多首經典作品。她的馬拉地語作品則涵蓋了數千首電影歌曲和非電影歌曲。

## 個人生活
阿莎在16歲時與31歲的Ganpatrao Bhosle私奔並結婚，但後來因家庭問題分居。她的三個孩子中，大兒子Hemant Bhosle曾是一名音樂總監，女兒Varsha Bhosle則是一名專欄作家。她於1980年與Rahul Dev Burman再婚，這段婚姻持續到Burman去世。

### 與拉塔·曼格什卡爾的競爭
阿莎與姐姐拉塔·曼格什卡爾之間的競爭經常被談論，儘管她們堅稱這只是傳言。兩人曾有過不和，但在後來的日子經常一起出現在公眾場合，顯示出姐妹情深。

## 流行文化
英國另類搖滾樂隊Cornershop在1997年發行的歌曲《阿莎的滿滿一杯》（Brimful of Asha）向阿莎致敬，這首歌成為國際熱門單曲。

## 獎項
阿莎獲得了七次Filmfare最佳女歌手獎、兩次國家電影獎、IIFA獎和多次其他獎項。她還於2000年獲得了達達薩赫布·帕爾克獎，並於2008年被授予蓮花裝勳章。此外，她在2011年被吉尼斯世界紀錄認證為錄製作品最多的藝術家。

## 延伸閱讀
- Cakrabarti, Atanu. . 加爾各答: Madela Publishing House. 1999. ISBN 978-81-7616-040-7. OCLC 42764343 （孟加拉语）.

- Ciṭakārā, Mukeśa. . 德里: Music Books. 2006. ISBN 978-81-89511-00-5. OCLC 71351425 （印地语）.

## 外部連結
- 阿莎·蓬斯爾在互联网电影资料库（IMDb）上的資料（英文）
- 阿莎·蓬斯爾在TV Guide
- Asha Bhosle在爛番茄上的頁面（英文）